# Cykelfält

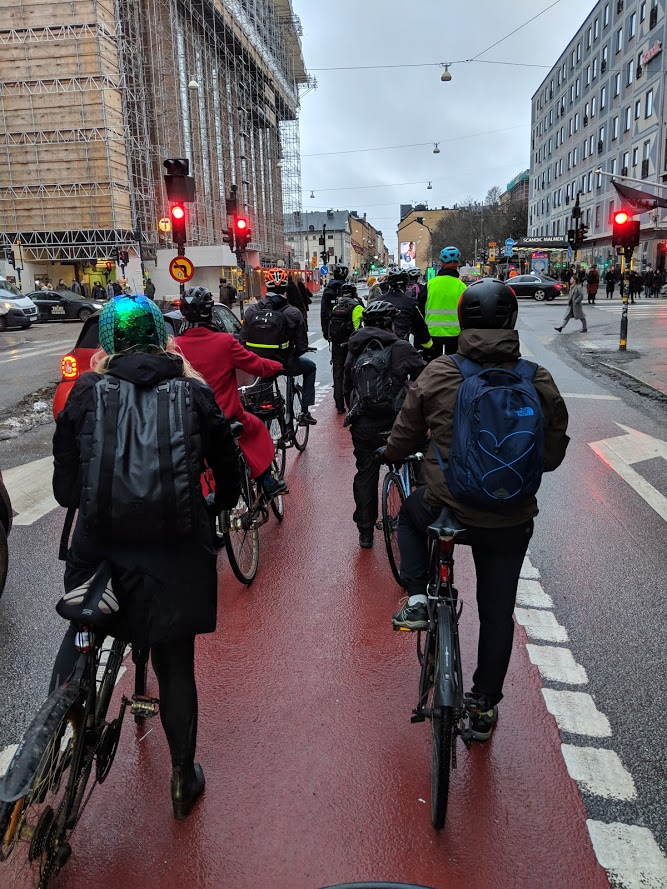
Cyklister väntar på grönt ljus i rödfärgat cykelfält vid Medborgarplatsen i Stockholm.

Cykelfält är ett körfält på en gata som bara cyklister och moped klass 2 får använda. Cykelfältet separeras alltid från övriga filer med vägmarkering M5 "Cykelfältslinje" som är en vitmålad och tätt bruten linje. Ibland färgas cykelfältet för att öka tydligheten. I Stockholms kommun används till exempel röd färg, i Danderyds kommun blå. Färgen har dock ingen juridisk betydelse. I Sverige skiljer lagstiftningen på cykelfält, som juridiskt behandlas som vilket körfält som helst, och cykelbana, som är en vägbana helt avsedd för cyklister. Detta påverkar bland annat trafikregler i korsningssituationer och vid utfarter.